# George Strait/Diskografie
Diese Diskografie ist eine Übersicht über die musikalischen Werke des US-amerikanischen Country-Sängers, Songwriters und Musikproduzenten George Strait. Den Schallplattenauszeichnungen zufolge hat er bisher mehr als 114,9 Millionen Tonträger verkauft, davon alleine in seiner Heimat über 114,1 Millionen. Seine erfolgreichste Veröffentlichung ist das Album Pure Country mit über sechs Millionen verkauften Einheiten.

## Alben

### Studioalben
| Jahr | Titel                                | Höchstplatzierung, Gesamtwochen, AuszeichnungChartplatzierungen (Jahr, Titel, Platzierungen, Wochen, Auszeichnungen, Anmerkungen) | Höchstplatzierung, Gesamtwochen, AuszeichnungChartplatzierungen (Jahr, Titel, Platzierungen, Wochen, Auszeichnungen, Anmerkungen) | Höchstplatzierung, Gesamtwochen, AuszeichnungChartplatzierungen (Jahr, Titel, Platzierungen, Wochen, Auszeichnungen, Anmerkungen) | Anmerkungen                              |
| Jahr | Titel                                | CH | US | Country | Anmerkungen                              |
| ---- | ------------------------------------ | --- | --- | --- | ---------------------------------------- |
| 1981 | Strait Country                       | — | US— PlatinUS | Country26 (57 Wo.)Country | Erstveröffentlichung: 4. September 1981  |
| 1982 | Strait from the Heart                | — | US— PlatinUS | Country18 (32 Wo.)Country | Erstveröffentlichung: 3. Juni 1982       |
| 1983 | Right or Wrong                       | — | US163 Platin · (7 Wo.)US | Country21 (104 Wo.)Country | Erstveröffentlichung: 6. Oktober 1983    |
| 1984 | Does Fort Worth Ever Cross Your Mind | — | US139 Platin · (16 Wo.)US | Country1 (70 Wo.)Country | Erstveröffentlichung: 26. September 1984 |
| 1985 | Something Special                    | — | US— PlatinUS | Country1 (68 Wo.)Country | Erstveröffentlichung: 29. August 1985    |
| 1986 | #7                                   | — | US126 Platin · (11 Wo.)US | Country1 (54 Wo.)Country | Erstveröffentlichung: 14. Mai 1986       |
| 1987 | Ocean Front Property                 | — | US117 ×2Doppelplatin · (28 Wo.)US                                                                                                 | Country1 (91 Wo.)Country | Erstveröffentlichung: 17. Januar 1987    |
| 1988 | If You Ain’t Lovin’ You Ain’t Livin’ | — | US87 Platin · (14 Wo.)US | Country1 (64 Wo.)Country | Erstveröffentlichung: 22. Februar 1988   |
| 1989 | Beyond the Blue Neon                 | — | US92 Platin · (24 Wo.)US | Country1 (77 Wo.)Country | Erstveröffentlichung: 6. Februar 1989    |
| 1990 | Livin’ It Up                         | — | US35 Platin · (42 Wo.)US | Country1 (76 Wo.)Country | Erstveröffentlichung: 15. Mai 1990       |
| 1991 | Chill of an Early Fall               | — | US45 Platin · (49 Wo.)US | Country4 (58 Wo.)Country | Erstveröffentlichung: 19. März 1991      |
| 1992 | Holding My Own                       | — | US33 Platin · (24 Wo.)US | Country5 (32 Wo.)Country | Erstveröffentlichung: 21. April 1992     |
| 1993 | Easy Come, Easy Go                   | — | US5 ×2Doppelplatin · (53 Wo.)US                                                                                                   | Country2 (69 Wo.)Country | Erstveröffentlichung: 28. September 1993 |
| 1994 | Lead On                              | — | US26 ×2Doppelplatin · (44 Wo.)US                                                                                                  | Country1 (74 Wo.)Country | Erstveröffentlichung: 8. November 2014   |
| 1996 | Blue Clear Sky                       | — | US7 ×3Dreifachplatin · (57 Wo.)US                                                                                                 | Country1 (104 Wo.)Country | Erstveröffentlichung: 23. April 1996     |
| 1997 | Carrying Your Love with Me           | — | US1 ×3Dreifachplatin · (57 Wo.)US                                                                                                 | Country1 (104 Wo.)Country | Erstveröffentlichung: 22. April 1997     |
| 1998 | One Step at a Time                   | — | US2 ×2Doppelplatin · (36 Wo.)US                                                                                                   | Country1 (75 Wo.)Country | Erstveröffentlichung: 21. April 1998     |
| 1999 | Always Never the Same                | — | US6 Platin · (40 Wo.)US | Country2 (70 Wo.)Country | Erstveröffentlichung: 2. März 1999       |
| 2000 | George Strait                        | — | US7 Gold · (14 Wo.)US | Country1 (49 Wo.)Country | Erstveröffentlichung: 19. September 2000 |
| 2001 | The Road Less Traveled               | — | US9 Platin · (42 Wo.)US | Country1 (92 Wo.)Country | Erstveröffentlichung: 6. November 2001   |
| 2003 | Honkytonkville                       | — | US5 Platin · (45 Wo.)US | Country1 (69 Wo.)Country | Erstveröffentlichung: 10. Juni 2003      |
| 2005 | Somewhere Down in Texas              | — | US1 Platin · (34 Wo.)US | Country1 (101 Wo.)Country | Erstveröffentlichung: 28. Juni 2005      |
| 2006 | It Just Comes Natural                | — | US3 Platin · (58 Wo.)US | Country1 (78 Wo.)Country | Erstveröffentlichung: 3. Oktober 2006    |
| 2008 | Troubadour                           | — | US1 Platin · (78 Wo.)US | Country1 (78 Wo.)Country | Erstveröffentlichung: 1. April 2008      |
| 2009 | Twang                                | — | US1 Gold · (38 Wo.)US | Country1 (78 Wo.)Country | Erstveröffentlichung: 11. August 2009    |
| 2011 | Here for a Good Time                 | — | US3 Gold · (21 Wo.)US | Country1 (62 Wo.)Country | Erstveröffentlichung: 6. September 2011  |
| 2013 | Love Is Everything                   | — | US2 Gold · (51 Wo.)US | Country1 (77 Wo.)Country | Erstveröffentlichung: 14. Mai 2013       |
| 2015 | Cold Beer Conversation               | — | US4 (13 Wo.)US | Country1 (32 Wo.)Country | Erstveröffentlichung: 25. September 2015 |
| 2019 | Honky Tonk Time Machine              | — | US4 (8 Wo.)US | Country1 (13 Wo.)Country | Erstveröffentlichung: 29. März 2019      |
| 2024 | Cowboys and Dreamers                 | CH75 (1 Wo.)CH | US14 (… Wo.)US | Country6 (… Wo.)Country | Erstveröffentlichung: 6. September 2024  |

grau schraffiert: keine Chartdaten aus diesem Jahr verfügbar

### Livealben
| Jahr | Titel                                         | Höchstplatzierung, Gesamtwochen, AuszeichnungChartplatzierungen (Jahr, Titel, Platzierungen, Wochen, Auszeichnungen, Anmerkungen) | Höchstplatzierung, Gesamtwochen, AuszeichnungChartplatzierungen (Jahr, Titel, Platzierungen, Wochen, Auszeichnungen, Anmerkungen) | Anmerkungen                                                            |
| Jahr | Titel                                         | US | Country | Anmerkungen                                                            |
| ---- | --------------------------------------------- | --- | --- | ---------------------------------------------------------------------- |
| 2003 | For the Last Time: Live from the Astrodome    | US7 Gold · (22 Wo.)US | Country2 (80 Wo.)Country | Erstveröffentlichung: 11. Februar 2003                                 |
| 2007 | Live at Texas Stadium                         | US11 (11 Wo.)US | Country4 (30 Wo.)Country | Erstveröffentlichung: 3. April 2007 mit Alan Jackson und Jimmy Buffett |
| 2014 | The Cowboy Rides Away: Live from AT&T Stadium | US4 (24 Wo.)US | Country2 (54 Wo.)Country | Erstveröffentlichung: 16. September 2014                               |

### Kompilationen
| Jahr | Titel                                                                       | Höchstplatzierung, Gesamtwochen, AuszeichnungChartplatzierungen (Jahr, Titel, Platzierungen, Wochen, Auszeichnungen, Anmerkungen) | Höchstplatzierung, Gesamtwochen, AuszeichnungChartplatzierungen (Jahr, Titel, Platzierungen, Wochen, Auszeichnungen, Anmerkungen) | Anmerkungen                              |
| Jahr | Titel                                                                       | US | Country | Anmerkungen                              |
| ---- | --------------------------------------------------------------------------- | --- | --- | ---------------------------------------- |
| 1985 | Greatest Hits                                                               | US157 ×4Vierfachplatin · (8 Wo.)US                                                                                                | Country4 (287 Wo.)Country | Erstveröffentlichung: 4. März 1985       |
| 1987 | Greatest Hits, Volume Two                                                   | US68 ×3Dreifachplatin · (31 Wo.)US                                                                                                | Country1 (190 Wo.)Country | Erstveröffentlichung: 7. September 1987  |
| 1991 | Ten Strait Hits                                                             | US46 Platin · (19 Wo.)US | Country7 (53 Wo.)Country | Erstveröffentlichung: 31. Dezember 1992  |
| 1995 | Strait Out of the Box                                                       | US43 ×8Achtfachplatin · (65 Wo.)US                                                                                                | Country9 (… Wo.)Country | Erstveröffentlichung: 12. September 1995 |
| 2000 | Latest Greatest Straitest Hits                                              | US2 ×2Doppelplatin · (34 Wo.)US                                                                                                   | Country1 (104 Wo.)Country | Erstveröffentlichung: 7. März 2000       |
| 2002 | The Best of George Strait: 20th Century Masters – The Millennium Collection | US76 Platin · (49 Wo.)US | Country8 (104 Wo.)Country | Erstveröffentlichung: 26. März 2002      |
| 2004 | 50 Number Ones                                                              | US1 ×7Siebenfachplatin · (314 Wo.)US                                                                                              | Country1 (261 Wo.)Country | Erstveröffentlichung: 5. Oktober 2004    |
| 2007 | 22 More Hits                                                                | US13 Gold · (26 Wo.)US | Country4 (75 Wo.)Country | Erstveröffentlichung: 13. November 2007  |
| 2011 | Icon: George Strait                                                         | US62 (23 Wo.)US | Country14 (78 Wo.)Country | Erstveröffentlichung: 13. September 2011 |
| 2011 | Icon 2: George Strait                                                       | US135 (3 Wo.)US | Country16 (49 Wo.)Country | Erstveröffentlichung: 8. November 2011   |
| 2013 | Sixty Number Ones                                                           | — | Country54 (3 Wo.)Country |                                          |
| 2016 | Strait Out of the Box: Part 2                                               | US20 (6 Wo.)US | Country3 (11 Wo.)Country | Erstveröffentlichung: 18. November 2016  |

Weitere Kompilationen
- 1998: Pure Strait
- 1999: Greatest Hits, Vol. 3
- 2006: Strait Hits

### Soundtracks
| Jahr | Titel        | Höchstplatzierung, Gesamtwochen, AuszeichnungChartplatzierungen (Jahr, Titel, Platzierungen, Wochen, Auszeichnungen, Anmerkungen) | Höchstplatzierung, Gesamtwochen, AuszeichnungChartplatzierungen (Jahr, Titel, Platzierungen, Wochen, Auszeichnungen, Anmerkungen) | Anmerkungen                              |
| Jahr | Titel        | US | Country | Anmerkungen                              |
| ---- | ------------ | --- | --- | ---------------------------------------- |
| 1992 | Pure Country | US6 ×6Sechsfachplatin · (129 Wo.)US                                                                                               | Country1 (224 Wo.)Country | Erstveröffentlichung: 15. September 1992 |

### Weihnachtsalben
| Jahr | Titel                                                                      | Höchstplatzierung, Gesamtwochen, AuszeichnungChartplatzierungen (Jahr, Titel, Platzierungen, Wochen, Auszeichnungen, Anmerkungen) | Höchstplatzierung, Gesamtwochen, AuszeichnungChartplatzierungen (Jahr, Titel, Platzierungen, Wochen, Auszeichnungen, Anmerkungen) | Anmerkungen                              |
| Jahr | Titel                                                                      | US | Country | Anmerkungen                              |
| ---- | -------------------------------------------------------------------------- | --- | --- | ---------------------------------------- |
| 1986 | Merry Christmas Strait to You                                              | US— ×2DoppelplatinUS | Country17 (6 Wo.)Country | Erstveröffentlichung: 8. September 1986  |
| 1999 | Merry Christmas Wherever You Are                                           | US78 Gold · (9 Wo.)US | Country10 (17 Wo.)Country | Erstveröffentlichung: 21. September 1999 |
| 2003 | The Best of George Strait: 20th Century Masters – The Christmas Collection | — | Country60 (5 Wo.)Country |                                          |
| 2008 | Classic Christmas                                                          | US86 (7 Wo.)US | Country16 (14 Wo.)Country | Erstveröffentlichung: 7. Oktober 2008    |
| 2011 | Christmas Time: 15 Holiday Favorites                                       | — | Country62 (1 Wo.)Country |                                          |
| 2016 | Strait for the Holidays                                                    | US138 (5 Wo.)US | Country11 (9 Wo.)Country |                                          |

Weitere Weihnachtsalben
- 2006: George Strait Fresh Cut Christmas (US: Platin)

## Singles
| Jahr | Titel Album                                                                     | Höchstplatzierung, Gesamtwochen, AuszeichnungChartplatzierungen (Jahr, Titel, Album, Platzierungen, Wochen, Auszeichnungen, Anmerkungen) | Höchstplatzierung, Gesamtwochen, AuszeichnungChartplatzierungen (Jahr, Titel, Album, Platzierungen, Wochen, Auszeichnungen, Anmerkungen) | Anmerkungen |
| Jahr | Titel Album                                                                     | US | Country | Anmerkungen |
| --- | ------------------------------------------------------------------------------- | --- | --- | --- |
| 1981 | Unwound Strait Country                                                          | — | Country6 (18 Wo.)Country | Erstveröffentlichung: 23. April 1981 Autoren: Dean Dillon, Frank Dycus                                                                                  |
| 1981 | Down and Out Strait Country                                                     | — | Country16 (17 Wo.)Country | Erstveröffentlichung: 28. August 1981 Autoren: Dean Dillon, Frank Dycus                                                                                 |
| 1982 | If You’re Thinking You Want a Stranger (There’s One Coming Home) Strait Country | — | Country3 (22 Wo.)Country | Erstveröffentlichung: 7. Januar 1982 Autoren: Blake Mevis, David Wills                                                                                  |
| 1982 | Fool Hearted Memory Strait from the Heart                                       | US— GoldUS | Country1 (18 Wo.)Country | Erstveröffentlichung: 27. Mai 1982 Autoren: Byron Hill, Alan R. Mevis                                                                                   |
| 1982 | Marina Del Rey Strait from the Heart                                            | — | Country6 (19 Wo.)Country | Erstveröffentlichung: 26. September 1982 Autoren: Dean Dillon, Frank Dycus                                                                              |
| 1983 | Amarillo by Morning Strait from the Heart                                       | US— ×4VierfachplatinUS | Country4 (17 Wo.)Country | Erstveröffentlichung: 14. Januar 1983 Autoren: Paul Fraser, Terry Stafford                                                                              |
| 1983 | A Fire I Can’t Put Out Strait from the Heart                                    | — | Country1 (23 Wo.)Country | Erstveröffentlichung: 19. Mai 1983 Autor: Darryl Staedtler                                                                                              |
| 1983 | You Look So Good in Love Right or Wrong                                         | US— PlatinUS | Country1 (23 Wo.)Country | Erstveröffentlichung: 22. September 1983 Autoren: Glen Ballard, Rory Michael Bourke, Kerry Chater                                                       |
| 1984 | Right or Wrong                                                                  | — | Country1 (23 Wo.)Country | Erstveröffentlichung: 25. Januar 1984 Autoren: Arthur Sizemore, Paul Biese, Haven Gillespie                                                             |
| 1984 | Let’s Fall to Pieces Together Right or Wrong                                    | — | Country1 (21 Wo.)Country | Erstveröffentlichung: 17. Mai 1984 Autoren: Dickey Lee, Tommy Rocco, Johnny Russell                                                                     |
| 1984 | Does Fort Worth Ever Cross Your Mind                                            | — | Country1 (23 Wo.)Country | Erstveröffentlichung: 4. September 1984 Autoren: Sanger D. Shafer, Darlene Shafer                                                                       |
| 1985 | The Cowboy Rides Away Does Fort Worth Ever Cross Your Mind                      | US— GoldUS | Country5 (20 Wo.)Country | Erstveröffentlichung: 14. Januar 1985 Autoren: Sonny Throckmorton, Casey Kelly                                                                          |
| 1985 | The Fireman Does Fort Worth Ever Cross Your Mind                                | US— GoldUS | Country5 (18 Wo.)Country | Erstveröffentlichung: 6. Mai 1985 Autoren: Mack Vickery, Wayne Kemp                                                                                     |
| 1985 | The Chair Something Special                                                     | US— PlatinUS | Country1 (22 Wo.)Country | Erstveröffentlichung: 26. August 1985 Autoren: Hank Cochran, Dean Dillon                                                                                |
| 1985 | You’re Something Special to Me Something Special                                | — | Country4 (21 Wo.)Country | Erstveröffentlichung: 23. Dezember 1985 Autor: David Anthony                                                                                            |
| 1986 | Nobody in His Right Mind Would’ve Left Her #7                                   | US— GoldUS | Country1 (22 Wo.)Country | Erstveröffentlichung: 21. April 1986 Autor: Dean Dillon                                                                                                 |
| 1986 | It Ain’t Cool to Be Crazy About You #7                                          | — | Country1 (22 Wo.)Country | Erstveröffentlichung: 25. August 1986 Autoren: Dean Dillon, Royce Porter                                                                                |
| 1986 | Ocean Front Property                                                            | US— PlatinUS | Country1 (21 Wo.)Country | Erstveröffentlichung: 22. September 1986 Autoren: Dean Dillon, Hank Cochran, Royce Porter                                                               |
| 1987 | All My Ex’s Live in Texas Ocean Front Property                                  | US— PlatinUS | Country1 (16 Wo.)Country | Erstveröffentlichung: 10. April 1987 Autoren: Sanger D. Shafer, Lyndia J. Shafer                                                                        |
| 1987 | Am I Blue Ocean Front Property                                                  | — | Country1 (18 Wo.)Country | Erstveröffentlichung: 3. August 1987 Autor: David Chamberlain                                                                                           |
| 1988 | Famous Last Words of a Fool If You Ain’t Lovin’ You Ain’t Livin’                | — | Country1 (19 Wo.)Country | Erstveröffentlichung: 11. Januar 1987 Autoren: Dean Dillon, Rex Huston                                                                                  |
| 1988 | Baby Blue If You Ain’t Lovin’ You Ain’t Livin’                                  | US— GoldUS | Country1 (19 Wo.)Country | Erstveröffentlichung: 25. April 1987 Autor: Aaron Barker                                                                                                |
| 1988 | If You Ain’t Lovin’ (You Ain’t Livin’) If You Ain’t Lovin’ You Ain’t Livin’     | — | Country1 (20 Wo.)Country | Erstveröffentlichung: 22. August 1987 Autor: Tommy Collins                                                                                              |
| 1988 | Baby’s Gotten Good at Goodbye Beyond the Blue Neon                              | US— GoldUS | Country1 (18 Wo.)Country | Erstveröffentlichung: 26. Dezember 1988 Autoren: Tony Martin, Troy Martin                                                                               |
| 1989 | What’s Going On in Your World Beyond the Blue Neon                              | — | Country1 (20 Wo.)Country | Erstveröffentlichung: 3. April 1989 Autoren: David Chamberlain, Royce Porter, Red Steagall                                                              |
| 1989 | Ace in the Hole Beyond the Blue Neon                                            | — | Country1 (26 Wo.)Country | Erstveröffentlichung: 17. Juli 1989 Autor: Dennis Adkins                                                                                                |
| 1989 | Overnight Success Beyond the Blue Neon                                          | — | Country8 (26 Wo.)Country | Erstveröffentlichung: 6. November 1989 Autor: Sanger D. Shafer                                                                                          |
| 1990 | Love Without End, Amen Livin’ It Up                                             | US— PlatinUS | Country1 (21 Wo.)Country | Erstveröffentlichung: 6. April 1990 Autor: Aaron Barker                                                                                                 |
| 1990 | Drinking Champagne Livin’ It Up                                                 | — | Country4 (21 Wo.)Country | Erstveröffentlichung: 20. Juli 1990 Autor: Bill Mack |
| 1990 | I’ve Come to Expect It from You Livin’ It Up                                    | — | Country1 (20 Wo.)Country | Erstveröffentlichung: 22. Oktober 1990 Autoren: Buddy Cannon, Dean Dillon                                                                               |
| 1991 | If I Know Me Chill of an Early Fall                                             | — | Country1 (20 Wo.)Country | Erstveröffentlichung: 12. März 1991 Autoren: Pam Belford, Dean Dillon                                                                                   |
| 1991 | You Know Me Better Than That Chill of an Early Fall                             | — | Country1 (20 Wo.)Country | Erstveröffentlichung: 11. Juni 1991 Autoren: Anna Lisa Graham, Tony Haselden                                                                            |
| 1991 | The Chill of an Early Fall Chill of an Early Fall                               | — | Country3 (20 Wo.)Country | Erstveröffentlichung: 23. September 1991 Autoren: Green Daniel, Gretchen Peters                                                                         |
| 1992 | Lovesick Blues Chill of an Early Fall                                           | — | Country24 (20 Wo.)Country | Erstveröffentlichung: 7. Januar 1992 Autoren: Cliff Friend, Irving Mills                                                                                |
| 1992 | Gone as a Girl Can Get Holding My Own                                           | — | Country5 (20 Wo.)Country | Erstveröffentlichung: 6. April 1992 Autor: Jerry Max Lane                                                                                               |
| 1992 | So Much Like My Dad Holding My Own                                              | — | Country3 (20 Wo.)Country | Erstveröffentlichung: 29. Juni 1992 Autoren: Chips Moman, Bobby Emmons                                                                                  |
| 1992 | I Cross My Heart Pure Country                                                   | US— ×3DreifachplatinUS | Country1 (20 Wo.)Country | Erstveröffentlichung: 28. September 1992 Autoren: Steve Dorff, Eric Kaz                                                                                 |
| 1993 | Heartland Pure Country                                                          | US— GoldUS | Country1 (20 Wo.)Country | Erstveröffentlichung: 4. Januar 1993 Autoren: Steve Dorff, John Bettis                                                                                  |
| 1993 | When Did You Stop Loving Me Pure Country                                        | — | Country6 (20 Wo.)Country | Erstveröffentlichung: 19. April 1993 Autoren: Jim Lauderdale, John Leventhal                                                                            |
| 1993 | Easy Come, Easy Go                                                              | US71 Gold · (10 Wo.)US | Country1 (20 Wo.)Country | Erstveröffentlichung: 9. August 1993 Autoren: Aaron Barker, Dean Dillon                                                                                 |
| 1993 | I’d Like to Have That One Back Easy Come, Easy Go                               | — | Country3 (20 Wo.)Country | Erstveröffentlichung: 29. November 1993 Autoren: Aaron Barker, Bill Shore, Rick West                                                                    |
| 1994 | Lovebug Easy Come, Easy Go                                                      | — | Country8 (20 Wo.)Country | Erstveröffentlichung: 28. Februar 1994 Autoren: Wayne Kemp, Curtis Wayne                                                                                |
| 1994 | The Man in Love with You Easy Come, Easy Go                                     | — | Country4 (20 Wo.)Country | Erstveröffentlichung: 14. Juni 1994 Autoren: Steve Dorff, Gary Harju                                                                                    |
| 1994 | The Big One Lead On                                                             | — | Country1 (20 Wo.)Country | Erstveröffentlichung: 3. Oktober 1994 Autoren: Gerry House, Devon O’Day                                                                                 |
| 1994 | You Can’t Make a Heart Love Somebody Lead On                                    | — | Country1 (20 Wo.)Country | Erstveröffentlichung: 5. Dezember 1994 Autoren: Steve Clark, Johnny MacRae                                                                              |
| 1995 | Adalida Lead On                                                                 | — | Country3 (20 Wo.)Country | Erstveröffentlichung: 20. März 1995 Autoren: Mike Geiger, Woody Mullis, Michael Huffman                                                                 |
| 1995 | Lead On                                                                         | — | Country7 (20 Wo.)Country | Erstveröffentlichung: 13. Juni 1995 Autoren: Dean Dillon, Teddy Gentry                                                                                  |
| 1995 | Check Yes or No Strait Out of the Box                                           | US— ×4VierfachplatinUS | Country1 (20 Wo.)Country | Erstveröffentlichung: 11. September 1995 Autoren: Dana Hunt, Danny Wells                                                                                |
| 1995 | I Know She Still Loves Me Strait Out of the Box                                 | — | Country5 (20 Wo.)Country | Erstveröffentlichung: 11. Dezember 1995 Autoren: Aaron Barker, Monty Holmes                                                                             |
| 1996 | Blue Clear Sky                                                                  | US— PlatinUS | Country1 (20 Wo.)Country | Erstveröffentlichung: 25. März 1996 Autoren: Bob DiPiero, John Jarrard, Mark D. Sanders                                                                 |
| 1996 | Carried Away Blue Clear Sky                                                     | US— PlatinUS | Country1 (20 Wo.)Country | Erstveröffentlichung: 3. Juni 1996 Autoren: Steve Bogard, Jeff Stevens                                                                                  |
| 1996 | I Can Still Make Cheyenne Blue Clear Sky                                        | US— PlatinUS | Country4 (20 Wo.)Country | Erstveröffentlichung: 26. August 1996 Autoren: Aaron Barker, Erv Woolsey                                                                                |
| 1996 | King of the Mountain Blue Clear Sky                                             | — | Country19 (13 Wo.)Country | Erstveröffentlichung: 16. Dezember 1996 Autoren: Larry Boone, Paul Nelson                                                                               |
| 1997 | One Night at a Time Carrying Your Love with Me                                  | US59 (12 Wo.)US | Country1 (20 Wo.)Country | Erstveröffentlichung: 10. März 1997 Autoren: Roger Cook, Eddie Kilgallon, Earl Bud Lee                                                                  |
| 1997 | Carrying Your Love with Me                                                      | US— ×2DoppelplatinUS | Country1 (21 Wo.)Country | Erstveröffentlichung: 22. Mai 1997 Autoren: Jeff Stevens, Steve Bogard                                                                                  |
| 1997 | Today My World Slipped Away Carrying Your Love with Me                          | — | Country3 (20 Wo.)Country | Erstveröffentlichung: 29. August 1997 Autoren: Mark Wright, Vern Gosdin                                                                                 |
| 1998 | Round About Way Carrying Your Love with Me                                      | — | Country1 (20 Wo.)Country | Erstveröffentlichung: 5. Januar 1998 Autoren: Steve Dean, Willis Nance                                                                                  |
| 1998 | I Just Want to Dance with You One Step at a Time                                | US61 Gold · (19 Wo.)US | Country1 (21 Wo.)Country | Erstveröffentlichung: 13. April 1998 Autoren: Roger Cook, John Prine                                                                                    |
| 1998 | True One Step at a Time                                                         | — | Country2 (25 Wo.)Country | Erstveröffentlichung: 22. Juni 1998 Autoren: Marvin Green, Jeff Stevens                                                                                 |
| 1998 | We Really Shouldn’t Be Doing This One Step at a Time                            | US44 (5 Wo.)US | Country4 (23 Wo.)Country | Erstveröffentlichung: 8. September 1998 Autor: Jim Lauderdale                                                                                           |
| 1999 | Meanwhile Always Never the Same                                                 | US38 (12 Wo.)US | Country4 (20 Wo.)Country | Erstveröffentlichung: 4. Januar 1999 Autoren: Wayland Holyfield, Fred Knoblock                                                                          |
| 1999 | Write This Down Always Never the Same                                           | US27 ×2Doppelplatin · (20 Wo.)US | Country1 (37 Wo.)Country | Erstveröffentlichung: 18. März 1999 Autoren: Dana Hunt, Kent M. Robbins                                                                                 |
| 1999 | What Do You Say to That Always Never the Same                                   | US45 (16 Wo.)US | Country4 (24 Wo.)Country | Erstveröffentlichung: 26. Juli 1999 Autoren: Marvin Green, Terry McBride                                                                                |
| 2000 | The Best Day Latest Greatest Straitest Hits                                     | US31 (20 Wo.)US | Country1 (29 Wo.)Country | Erstveröffentlichung: 3. Januar 2000 Autoren: Carson Chamberlain, Dean Dillon                                                                           |
| 2000 | Go On George Strait                                                             | US40 (20 Wo.)US | Country2 (22 Wo.)Country | Erstveröffentlichung: 10. Juli 2000 Autoren: Tony Martin, Mark Nesler                                                                                   |
| 2000 | Don’t Make Me Come Over There and Love You George Strait                        | — | Country17 (19 Wo.)Country | Erstveröffentlichung: 21. November 2000 Autoren: Darlene Shafer, Sanger D. Shafer                                                                       |
| 2001 | If You Can Do Anything Else George Strait                                       | US51 (18 Wo.)US | Country5 (21 Wo.)Country | Erstveröffentlichung: 20. Februar 2001 Autoren: Billy Livsey, Don Schlitz                                                                               |
| 2001 | Run The Road Less Traveled                                                      | US34 Platin · (20 Wo.)US | Country2 (23 Wo.)Country | Erstveröffentlichung: 24. September 2001 Autoren: Tony Lane, Anthony Smith                                                                              |
| 2001 | Christmas Cookie –                                                              | — | Country33 (5 Wo.)Country | Autor: Aaron Barker |
| 2002 | Living and Living Well The Road Less Traveled                                   | US27 (20 Wo.)US | Country1 (32 Wo.)Country | Erstveröffentlichung: 4. Februar 2002 Autoren: Tony Martin, Mark Nesler, Tom Shapiro                                                                    |
| 2002 | She’ll Leave You with a Smile The Road Less Traveled                            | US23 Platin · (20 Wo.)US | Country1 (28 Wo.)Country | Erstveröffentlichung: 2. September 2002 Autoren: Odie Blackmon, Jay Knowles                                                                             |
| 2003 | Tell Me Something Bad About Tulsa Honkytonkville                                | US69 (7 Wo.)US | Country11 (20 Wo.)Country | Erstveröffentlichung: 7. April 2003 Autor: Red Lane |
| 2003 | Cowboys Like Us Honkytonkville                                                  | US38 Gold · (19 Wo.)US | Country2 (25 Wo.)Country | Erstveröffentlichung: 11. August 2003 Autoren: Bob DiPiero, Anthony Smith                                                                               |
| 2004 | Desperately Honkytonkville                                                      | US44 (14 Wo.)US | Country6 (22 Wo.)Country | Erstveröffentlichung: 5. Januar 2004 Autoren: Bruce Robison, Monte Warden                                                                               |
| 2004 | Hey Good Lookin’ License to Chill                                               | US63 (11 Wo.)US | Country8 (20 Wo.)Country | Erstveröffentlichung: 17. Mai 2004 Jimmy Buffett mit Clint Black, Kenny Chesney, Alan Jackson, Toby Keith & George Strait Original/Autor: Hank Williams |
| 2004 | I Hate Everything 50 Number Ones                                                | US35 Gold · (20 Wo.)US | Country1 (20 Wo.)Country | Erstveröffentlichung: 5. Juli 2004 Autoren: Gary Harrison, Keith Stegall                                                                                |
| 2005 | You’ll Be There Somewhere Down in Texas                                         | US54 (17 Wo.)US | Country4 (20 Wo.)Country | Erstveröffentlichung: 28. März 2005 Autor: Cory Mayo |
| 2005 | She Let Herself Go Somewhere Down in Texas                                      | US54 Gold · (19 Wo.)US | Country1 (24 Wo.)Country | Erstveröffentlichung: 6. September 2005 Autoren: Dean Dillon, Kerry Kurt Phillips                                                                       |
| 2006 | The Seashores of Old Mexico Somewhere Down in Texas                             | US85 (7 Wo.)US | Country11 (20 Wo.)Country | Erstveröffentlichung: 13. Februar 2006 Original/Autor: Merle Haggard (1974)                                                                             |
| 2006 | Give It Away It Just Comes Natural                                              | US35 ×2Doppelplatin · (19 Wo.)US | Country1 (20 Wo.)Country | Erstveröffentlichung: 8. Juli 2006 Autoren: Bill Anderson, Buddy Cannon, Jamey Johnson                                                                  |
| 2006 | It Just Comes Natural                                                           | US58 Platin · (19 Wo.)US | Country1 (22 Wo.)Country | Erstveröffentlichung: 9. Oktober 2006 Autoren: Marv Green, Jim Collins                                                                                  |
| 2007 | Wrapped It Just Comes Natural                                                   | US71 Gold · (16 Wo.)US | Country2 (20 Wo.)Country | Erstveröffentlichung: 19. März 2007 Autor: Bruce Robison                                                                                                |
| 2007 | How ’Bout Them Cowgirls It Just Comes Natural                                   | US49 Gold · (20 Wo.)US | Country3 (22 Wo.)Country | Erstveröffentlichung: 24. August 2007 Autoren: Casey Beathard, Edward Monroe Hill                                                                       |
| 2007 | Shiftwork Just Who I Am: Poets & Pirates                                        | US47 Gold · (16 Wo.)US | Country2 (22 Wo.)Country | Erstveröffentlichung: 11. September 2007 Duett mit Kenny Chesney Autor: T. Jones                                                                        |
| 2008 | I Saw God Today Troubadour                                                      | US33 Platin · (20 Wo.)US | Country1 (20 Wo.)Country | Erstveröffentlichung: 4. Februar 2008 Autoren: Rodney Clawson, Monty Criswell, Wade Kirby                                                               |
| 2008 | Troubadour                                                                      | US54 ×3Dreifachplatin · (15 Wo.)US | Country7 (20 Wo.)Country | Erstveröffentlichung: 2. Juni 2008 Autoren: Leslie Satcher, Monty Holmes                                                                                |
| 2008 | River of Love Troubadour                                                        | US59 (20 Wo.)US | Country1 (23 Wo.)Country | Erstveröffentlichung: 17. November 2008 Autoren: Billy Burnette, Shawn Camp, Dennis Morgan                                                              |
| 2009 | Living for the Night Twang                                                      | US53 (17 Wo.)US | Country2 (18 Wo.)Country | Erstveröffentlichung: 28. Mai 2009 Autoren: Dean Dillon, Bubba Strait, George Strait                                                                    |
| 2009 | Twang                                                                           | US100 (1 Wo.)US | Country14 (19 Wo.)Country | Erstveröffentlichung: 12. Oktober 2009 Autoren: Jim Lauderdale, Kendell Marvel, Jimmy Ritchey                                                           |
| 2010 | I Gotta Get to You Twang                                                        | US70 (13 Wo.)US | Country3 (22 Wo.)Country | Erstveröffentlichung: 16. Februar 2010 Autoren: Blaine Larsen, Jim Lauderdale, Jimmy Ritchey                                                            |
| 2010 | The Breath You Take Twang                                                       | US63 (20 Wo.)US | Country6 (30 Wo.)Country | Erstveröffentlichung: 12. Juli 2010 Autoren: Dean Dillon, Jessie Jo Dillon, Casey Beathard                                                              |
| 2011 | Here for a Good Time                                                            | US46 Platin · (20 Wo.)US | Country2 (21 Wo.)Country | Erstveröffentlichung: 13. Juni 2011 Autoren: George Strait, Bubba Strait, Dean Dillon                                                                   |
| 2011 | Love’s Gonna Make It Alright Here for a Good Time                               | US61 (11 Wo.)US | Country3 (23 Wo.)Country | Erstveröffentlichung: 7. November 2011 Autoren: Al Anderson, Chris Stapleton                                                                            |
| 2012 | Drinkin’ Man Here for a Good Time                                               | — | Country37 (12 Wo.)Country | Erstveröffentlichung: 30. April 2012 Autoren: Dean Dillon, Bubba Strait, George Strait                                                                  |
| 2012 | Give It All We Got Tonight Love Is Everything                                   | US43 ×2Doppelplatin · (20 Wo.)US | Country7 (28 Wo.)Country | Erstveröffentlichung: 29. Oktober 2012 Autoren: Tim James, Phil O’Donnell, Mark Bright                                                                  |
| 2013 | I Got a Car Love Is Everything                                                  | US89 Platin · (7 Wo.)US | Country23 (26 Wo.)Country | Erstveröffentlichung: 4. November 2013 Autoren: Tom Douglas, Keith Gattis                                                                               |
| 2015 | Let It Go Cold Beer Conversation                                                | — | Country29 (5 Wo.)Country | Erstveröffentlichung: 20. April 2015 Autoren: George Strait, Bubba Strait, Keith Gattis                                                                 |
| 2015 | Cold Beer Conversation                                                          | — | Country36 (19 Wo.)Country | Erstveröffentlichung: 23. September 2015 Autoren: Al Anderson, Ben Hayslip, Jimmy Yeary                                                                 |
| 2019 | Every Little Honky Tonk Bar Honky Tonk Time Machine                             | US— PlatinUS | Country20 (20 Wo.)Country | Erstveröffentlichung: 11. Februar 2019 |
| Folgende Lieder erschienen nicht als Single, erreichten aber die Country-Charts durch Radio-Airplay, oder wurden durch das Album zu Download und Streaming bereitgestellt und konnten somit eine Platzierung erlangen: |                                                                                 | | | |
| |                                                                                 | | | |
| 1990 | Hollywood Squares Beyond the Blue Neon                                          | — | Country67 (5 Wo.)Country | Autoren: Larry Cordle, Wayland Patton, Jeff Tanguay |
| 1992 | Overnight Male Pure Country                                                     | — | Country70 (3 Wo.)Country | Autoren: Richard Fagan, Kim Williams, Ron Harbin |
| 1997 | Do the Right Thing Blue Clear Sky                                               | — | Country69 (6 Wo.)Country | Autoren: Jim Lauderdale, Gary Nicholson |
| 1998 | Merry Christmas Strait to You                                                   | — | Country58 (2 Wo.)Country | Autor: Bob Kelly |
| 1998 | You Haven’t Left Me Yet One Step at a Time                                      | — | Country59 (15 Wo.)Country | Autoren: Dana Hunt, Kent Robbins |
| 1999 | Always Never the Same                                                           | — | Country69 (2 Wo.)Country | Autoren: Marvin Green, Terry McBride |
| 1999 | One of You Always Never the Same                                                | — | Country73 (1 Wo.)Country | Autoren: Marvin Green, Terry McBride |
| 1999 | Peace of Mind Always Never the Same                                             | — | Country74 (2 Wo.)Country | Autoren: Aaron Barker, Dean Dillon |
| 1999 | I Look at You Always Never the Same                                             | — | Country75 (1 Wo.)Country | Autoren: Steve Bogard, Jeff Stevens |
| 2000 | I Know What I Want for Christmas Merry Christmas Wherever You Are               | — | Country74 (2 Wo.)Country | Autoren: Charlie Black, Dana Hunt |
| 2000 | Jingle Bell Rock Merry Christmas Wherever You Are                               | — | Country72 (2 Wo.)Country | Autoren: Joe Beal, Jim Boothe |
| 2000 | Murder on Music Row Latest Greatest Straitest Hits                              | — | Country38 (20 Wo.)Country | mit Alan Jackson Autoren: Larry Cordle, Larry Shell |
| 2000 | Old Time Christmas George Strait                                                | — | Country62 (3 Wo.)Country | Autoren: Aaron Barker, John Barlow Jarvis |
| 2002 | Designated Drinker Drive                                                        | — | Country44 (8 Wo.)Country | Alan Jackson mit George Strait Autor: Alan Jackson |
| 2002 | Stars on the Water The Road Less Traveled                                       | — | Country50 (11 Wo.)Country | Autor: Rodney Crowell |
| 2003 | The Real Thing The Road Less Traveled                                           | — | Country60 (1 Wo.)Country | Autor: Chip Taylor |
| 2004 | Honk If You Honky Tonk Honkytonkville                                           | — | Country45 (8 Wo.)Country | Autoren: Dean Dillon, Ken Mellons, John Northrup |
| 2006 | Texas Somewhere Down in Texas                                                   | — | Country35 (20 Wo.)Country | Autoren: Steven Dale Jones, Phillip White |
| 2009 | El Rey Twang                                                                    | — | Country58 (1 Wo.)Country | Autor: José Alfredo Jiménez |

Weitere Singles
- 2013: I Believe
- 2016: Goin’ Goin’ Gone
- 2019: The Weight of the Badge

## Videoalben
- 1988: George Strait Live (US: Platin)
- 2003: For the Last Time: Live from the Astrodome (US: Gold)

## Statistik

### Chartauswertung
|                     | CH    | US     | Country          |
| ------------------- | ----- | ------ | ---------------- |
| Nummer-eins-Alben   | CH—CH | US5US  | Country26Country |
| Top-10-Alben        | CH—CH | US21US | Country41Country |
| Alben in den Charts | CH1CH | US45US | Country52Country |

|                       | CH    | US     | Country           |
| --------------------- | ----- | ------ | ----------------- |
| Nummer-eins-Singles   | CH—CH | US—US  | Country44Country  |
| Top-10-Singles        | CH—CH | US—US  | Country86Country  |
| Singles in den Charts | CH—CH | US37US | Country118Country |

### Auszeichnungen für Musikverkäufe
| Goldene Schallplatte - Kanada - 1986: für das Album Greatest Hits - 1987: für das Album Ocean Front Property - 1990: für das Album Beyond the Blue Neon - 1990: für das Album If You Ain’t Lovin’ You Ain’t Livin’ - 1994: für das Album Easy Come, Easy Go - 1996: für das Album Blue Clear Sky - 1997: für das Album Carrying Your Love with Me - 1998: für das Album One Step at a Time - 2000: für das Album Always Never the Same - 2003: für das Videoalbum For the Last Time: Live from the Astrodome - 2003: für das Album Latest Greatest Straitest Hits - 2015: für das Album Icon | Platin-Schallplatte - Kanada - 1993: für das Album Pure Country - 2004: für das Album 50 Number Ones - Vereinigte Staaten - 1989: für das Videoalbum George Strait Live |

Anmerkung: Auszeichnungen in Ländern aus den Charttabellen bzw. Chartboxen sind in ebendiesen zu finden.
| Land/RegionAuszeichnungen für Musikverkäufe (Land/Region, Auszeichnungen, Verkäufe, Quellen) | Gold       | Platin         | Verkäufe    | Quellen         |
| -------------------------------------------------------------------------------------------- | ---------- | -------------- | ----------- | --------------- |
| Kanada (MC)                                                                                  | 12× Gold12 | 2× Platin2     | 755.000     | musiccanada.com |
| Vereinigte Staaten (RIAA)                                                                    | 23× Gold23 | 105× Platin105 | 114.150.000 | riaa.com        |
| Insgesamt                                                                                    | 35× Gold35 | 106× Platin106 |             |                 |